# Brnjica (Šibenik)
Brnjica falu Horvátországban Šibenik-Knin megyében. Közigazgatásilag Šibenikhez tartozik.

## Fekvése
Šibenik központjától légvonalban 15, közúton 21 km-re északkeletre, Dalmácia középső részén, a Krka Nemzeti Park keleti szélén fekszik.

## Története
Területe már ősidők óta lakott, ezt bizonyítják a határában található történelem előtti eredetű halomsírok. A középkorban a település ahhoz a konjevratei plébániához tartozott, mely 1298 a šibeniki püspökség alapítása után bukkan fel. A 14. és 15. század folyamán a történeti források a Šibenik városának körzetéhez tartozó települések között említik. Ez a terület már a 12. század eleje óta a Magyar Királyság része volt, azonban 1409-ben Nápolyi László magyar ellenkirály egész Dalmáciával együtt százezer aranydukátért eladta a Velencei Köztársaságnak. Ezt követően Šibenik és környéke 1412-ben ténylegesen is velencei uralom alá került és a köztársaság hatóságai megerősítettek jogait a terület felett. Šibenik városnak a város körzetét négy részre osztó 1430-as statutumában a harmadik rész, a tulajdonképpeni Nadgorje egyik településeként szerepel.
Minden lakójára a velencei közigazgatás és törvényi vonatkoztak. Lakói földműveléssel, állattartással, kertészettel és szőlészettel foglalkoztak. Terményeiket is főként a város piacán adták el, ahol cserébe sót és egyéb árukat vásároltak. Ez a visonylag békés időszak 1463-ig Bosznia török meghódításáig tartott. Ettől kezdve Šibenik északi körzeteit állandó nyugtalanságban tartották az alkalmankénti török betörések. Az első nagyobb támadás 1468 novemberének végén érte e vidéket, amikor Radonić, Brnjica, Goriš és Pokrovnik településeket rabolta ki és égette fel a török, lakosságát pedig rabságba hurcolta.
A véres napokról a šibeniki székeskáptalan kanonoka, a püspökség általános helynöke Juraj Šišgoric költő és krónikás számolt be 1477-ben írt „Elegiarum et carminum libri tres” (Elégiák és költemények könyve) című művében. Az ezt követő időszakban a sorozatos török támadások a vidék megmaradt lakosságát menekülésre kényszerítették és az a megerősített nagyobb városokban, valamint a szigeteken keresett védelmet. 1521-22-ben elesett Skradin és Knin, 1523-ban Ostrovica, 1537-ben Klissza. Ezzel a település és környéke a török-velencei határ közvetlen közelébe került. 1543-ban a török felégette Pokrovnikot, melyet akkor Ugarcinak neveztek és amelynek plébániája megszűnt működni. A török hatóságok a megszállt területre muzulmán lakosságot telepítettek, melyet a morlakoknak nevezett vlach pásztornépek kísértek.
A morlakok nagyarányú betelepülése a Krkától keletre fekvő 33 elpusztított faluba a 16. században indult meg és egészen a 17. század végéig tartott. Ekkor a török vereségek hatására a muzulmán lakosság elmenekült. Helyükre kisebb részben a korábban elmenekült keresztény lakosság, nagyobb részben északról Boszniából és Lika térségéből új népesség érkezett. 1677-ben megalapították a mirlovići plébániát, melyhez a korábban Pokrovnikhoz tartotzó településeket, míg a konjevratei plébániához egykor tartozott falvakat már 1648-ban a šibeniki varoši plébániához csatolták. A konjevratei plébániát csak 1861. október 20-án alapították újra és a település azóta is újra oda tartozik. 1797-ben a Velencei Köztársaság megszűnésével a Habsburg Birodalom része lett. 1806-ban Napóleon csapatai foglalták el és 1813-ig francia uralom alatt állt. Napóleon bukása után ismét Habsburg uralom következett, mely az első világháború végéig tartott. A településnek 1880-ban 134, 1910-ben 128 lakosa volt. Az I. világháború után rövid ideig az Olasz Királyság, ezután a Szerb-Horvát-Szlovén Királyság, majd Jugoszlávia része lett. A délszláv háború során mindvégig horvát kézen maradt. 2011-ben 72 lakosa volt.

## Lakosság
| Lakosság változása | Lakosság változása | Lakosság változása | Lakosság változása | Lakosság változása | Lakosság változása | Lakosság változása | Lakosság változása | Lakosság változása | Lakosság változása | Lakosság változása | Lakosság változása | Lakosság változása | Lakosság változása | Lakosság változása | Lakosság változása |
| ------------------ | ------------------ | ------------------ | ------------------ | ------------------ | ------------------ | ------------------ | ------------------ | ------------------ | ------------------ | ------------------ | ------------------ | ------------------ | ------------------ | ------------------ | ------------------ |
| 1857               | 1869               | 1880               | 1890               | 1900               | 1910               | 1921               | 1931               | 1948               | 1953               | 1961               | 1971               | 1981               | 1991               | 2001               | 2011               |
| 0                  | 0                  | 134                | 104                | 116                | 128                | 152                | 157                | 169                | 192                | 195                | 184                | 154                | 115                | 79                 | 72                 |

(1857-ben és 1869-ben lakosságát a szomszédos Konjevratéhez számították.)

## Nevezetességei
A település határának nyugati részét a Krka Nemzeti Park egy része képezi. A nemzeti park a Krka folyóról kapta a nevét, melynek nagy részét, Skradintól Kninig tartó szakaszát foglalja magában. Számos szikla, vízesés, valamint az itteni különleges állat- és növényvilág érdemes a figyelemre.